# الكويت في الألعاب الأولمبية الصيفية 2024
شاركت الكويت في دورة الألعاب الأولمبية الصيفية 2024م، والتي أقيمت في باريس في الفترة من 26 يوليو إلى 11 أغسطس 2024م. وتعد هذه المشاركة هي الرابعة عشرة للبلاد في الألعاب الأولمبية الصيفية، على الرغم من أنها شاركت تحت مظلة الرياضيين الأولمبيين المستقلين في الألعاب السابقة في عام 2016، نتيجة لإيقاف البلاد من قبل اللجنة الأولمبية الدولية بسبب التدخل الحكومي.
وكانت المشاركة الأولى للبلاد عام في أولمبياد مكسيكو عام 1968م، ويشار إلى أن أكبر مشاركة لوفد الكويت الرياضي كانت في أولمبياد موسكو عام 1980م بــ 56 لاعبًا، وظهرت المرأة الكويتية لأول مرة في الألعاب الأولمبية من خلال أولمبياد أثينا عام 2004م.
وشاركت الكويت في دورة باريس 2024م بوفد مكون من (9) رياضين، 5 من الرجال و4 من السيدات، يتنافسوا في 6 ألعاب مختلفة (ألعاب القوى، والمبارزة، والتجديف، والشراع، والرماية، والسباحة)، ولم تستطع البلاد في هذه الدورة الحصول على أية ميداليات.
وتعد المشاركة النسائية الكويتية ( 4 لاعبات) في هذه الدورة، بمثابة مشاركة تاريخية للبلاد، فهي الأكبر في تاريخ مشاركات الكويت الأولمبية من ناحية عدد اللاعبات المشاركات في الوفد الأولمبي، وأوضحت اللجنة الأولمبية الكويتية، أن مشاركة اللاعبتين الفقعان وشاه في منافسات الرياضات البحرية تُعتبر أول مشاركة للعنصر النسائي الكويتي على مستوى دورات الألعاب الأولمبية في هذا النوع من المنافسات.

## المشاركون
وفيما يلي قائمة بأعداد المشاركين في الألعاب.
| رياضة       | الرجال | السيدات | المجموع |
| ----------- | ------ | ------- | ------- |
| ألعاب القوى | 1      | 1       | 2       |
| المبارزة    | 1      | 0       | 1       |
| تجديف       | 0      | 1       | 1       |
| الشراع      | 0      | 1       | 1       |
| الرماية     | 2      | 0       | 2       |
| سباحة       | 1      | 1       | 2       |
| المجموع     | 5      | 4       | 9       |

## ألعاب القوى
تأهل لاعبو ألعاب القوى الكويتيون إلى دورة باريس 2024م، وفقًا للتصنيف العالمي والمراكز العالمية، في الأحداث الرياضية (بحد أقصى 3 رياضيين في كل حدث):
أحداث المضمار والطريق
| الرياضي      | الحدث                     | التصفيات | التصفيات | إعادة المباراة | إعادة المباراة | نصف النهائي | نصف النهائي | النهائي  | النهائي  |
| الرياضي      | الحدث                     | نتيجة    | مركز     | نتيجة          | مركز           | نتيجة       | مركز        | نتيجة    | مركز     |
| ------------ | ------------------------- | -------- | -------- | -------------- | -------------- | ----------- | ----------- | -------- | -------- |
| يعقوب البوحة | سباق 110 متر حواجز للرجال | DNF      | DNF      | لم يتقدم       | لم يتقدم       | لم يتقدم    | لم يتقدم    | لم يتقدم | لم يتقدم |
| أمل الرومي   | 800 متر سيدات             | 2:11.35  | 8 ر      | 2:12.13        | 8              | لم يتقدم    | لم يتقدم    | لم يتقدم | لم يتقدم |

## المبارزة
لأول مرة منذ عام 2016م ، تشارك الكويت في المنافسة الأولمبية بعد أن كان يشارك لاعبوها كرياضين مستقلين . حيث حصل يوسف الشملان على مكان في حصة منافسات السيف للرجال، بعد ترشيحه كواحد من أعلى فردين تصنيفًا بمساعدة من الاتحاد الدولي للشطرنج والحكام من خلال إصدار التصنيف الرسمي للاتحاد الدولي للشطرنج لباريس 2024.
| الرياضي      | الحدث             | دور الـ32             | دور الـ16       | ربع النهائي     | نصف النهائي     | النهائي / BM    | النهائي / BM |
| الرياضي      | الحدث             | المنافس النتيجة       | المنافس النتيجة | المنافس النتيجة | المنافس النتيجة | المنافس النتيجة | المركز       |
| ------------ | ----------------- | --------------------- | --------------- | --------------- | --------------- | --------------- | ------------ |
| يوسف الشملان | سلاح السابر- رجال | زابو (ألمانيا) · 6-15 | لم يتقدم        | لم يتقدم        | لم يتقدم        | لم يتقدم        | لم يتقدم     |

## تجديف
شاركت الكويت بقارب سباق واحد في دورة باريس 2024م، وسوف تكون سعاد الفقعان أول لاعبة تجديف تمثل الدول في منافسات القوارب الفردية في الألعاب، وذلك بعد حصولها على تخصيصات الأماكن العالمية.
| الرياضي      | الحدث                         | التصفيات | التصفيات | إعادة المباراة | إعادة المباراة | الدور نصف النهائي | الدور نصف النهائي | النهائي | النهائي |
| الرياضي      | الحدث                         | وقت      | مركز     | وقت            | مركز           | وقت               | مركز              | وقت     | مركز    |
| ------------ | ----------------------------- | -------- | -------- | -------------- | -------------- | ----------------- | ----------------- | ------- | ------- |
| سعاد الفقعان | قوارب التجديف الفردية للسيدات | 8:16.32  | 4        | 8:28.89        | 4 جنوب شرق/ف   | 9:01.78           | 3 ف ف             | 8:05.18 | 29      |

## الشراع
أرسلت الكويت رياضي واحد(سيدة) للمشاركة في الألعاب، وذلك بعد حصولها على حصة في الأماكن العالمية، وهي بذلك تمثل أول مشاركة للبلاد في هذه الرياضات.
أحداث سباق الميداليات
| أمينة شاه | ILCA 6 للسيدات | 43 | 43 | 42 | 43 | 43 | 43 | 34 | 42 |  | إل | 320 | 42 |

## الرماية
استطاع الرماة الكويتيون تحقيق أماكن الحصص للأحداث الرياضية بناءً على نتائجهم في بطولة العالم للاتحاد الدولي للرماية في عامي 2022م و2023م، وبطولة أوروبا في أعوام 2022م و2023م و2024م، ودورة الألعاب الأوروبية 2023م ، وبطولة التصفيات الأولمبية العالمية للاتحاد الدولي للرماية في عام 2024م.
| خالد المضف    | تراب | 120 | لم يتقدم |
| محمد الديحاني | سكيت | 120 | لم يتقدم |

## سباحة
أرسلت الكويت سباحين اثنين للمنافسة في أولمبياد باريس 2024.
| محمد الزبيد | سباحة حرة 100 متر رجال  | 52.35   | لم يتقدم |
| لارا دشتي   | سباحة صدر 100 متر سيدات | 1:15.67 | لم يتقدم |